# Лемборкский повет
Лемборкский повят (пол. Powiat lęborski) — повят (район) в Польше, входит как административная единица в Поморское воеводство. Центр повята — город Лемборк. Занимает площадь 706,99 км². Население — 66 191 человек (на 30 июня 2015 года).

## Административное деление
- города: Лемборк, Леба
- городские гмины: Лемборк, Леба
- сельские гмины: Гмина Цевице, Гмина Нова-Весь-Лемборска, Гмина Вицко

## Демография
Население повята дано на 30 июня 2015 года.
| Перепись            | Всего  | Мужчины | Женщины |
| ------------------- | ------ | ------- | ------- |
|                     | чел.   | чел.    | чел.    |
| Всего               | 66 191 | 32 622  | 33 569  |
| Городское население | 39 234 | 18 977  | 20 257  |
| Сельское население  | 26 957 | 13 645  | 13 312  |